# Маруф, Мохаммед
Мохаммед Маруф (синг. මහරූෆ් මොහමඩ්, ок. 1950 — 3 декабря 2012, Шри-Ланка) — шри-ланкийский политик, член парламента Шри-Ланки и министр правительства, член муниципального совета Коломбо.

## Политическая деятельность
Мусульманин по вероисповеданию, Маруф был парламентарием Шри-Ланки от избирательного участка Коломбо с 2000 по 2010 год. Являлся членом партии свободы Шри-Ланки, входящей в Свободный Объединённый Народный альянс и Единый Народный фронт. С 2001 по 2004 год занимал пост министра по городским общественным сооружениям.